# حزب دموکراتیک ترکمنستان
حزب دموکراتیک ترکمنستان (به ترکمنی: Türkmenistanyň Demokratik partiýasy)، حزب سیاسی حاکم در ترکمنستان است.

## روسای حزب
| نام و نام خانوادگی   | شروع           | پایان          | دلیل برکناری                                      |
| -------------------- | -------------- | -------------- | ------------------------------------------------- |
| صفرمراد نیازوف       | ۱۶ دسامبر ۱۹۹۱ | ۲۱ دسامبر ۲۰۰۶ | وفات در همان تاریخ                                |
| قربانقلی بردی محمدوف | ۲۱ دسامبر ۲۰۰۶ | ۱۸ اوت ۲۰۱۳    | استعفا، ولی عملاً قدرت را تا به امروز در دست دارد. |
| قاسم قلی بابایف      | ۱۸ اوت ۲۰۱۳    | تاکنون         |                                                   |